# Enterrement de vie de démon
Pour les articles homonymes, voir The Bachelor Party.
Enterrement de vie de démon (Bachelor Party) est le 7e épisode de la saison 1 de la série télévisée Angel.

## Synopsis
Cordelia est agressée par un vampire mais est sauvée par Doyle et considère désormais celui-ci d'un œil nouveau. Elle est sur le point de lui proposer une sortie quand Kary, l'ex-femme de Doyle, arrive dans les bureaux d'Angel Investigations pour lui annoncer qu'elle va bientôt se remarier. Mais pour cela, Doyle doit signer les papiers du divorce. Angel suit Richard, l'affable fiancé de Kary, et découvre que celui-ci est un démon mais, à sa grande surprise, Kary le savait déjà et cela ne lui pose aucun problème car Richard est parfaitement intégré à la société humaine. Doyle, partagé entre divers sentiments dont l'attachement qu'il conserve à son ex-femme, signe les papiers du divorce et accepte l'invitation de Richard à se rendre à sa soirée d'enterrement de vie de garçon, Richard étant désireux d'avoir sa bénédiction. De son côté, Kary invite Cordelia à une soirée similaire entre filles. Mais, selon les coutumes du clan démoniaque de Richard, celui-ci doit dévorer le cerveau de l'ex-mari de sa fiancée.
Angel accompagne Doyle à la soirée de Richard où se trouvent aussi quelques autres démons membres de son clan. Malgré l'attitude irréprochable de Richard, Angel reste sur ses gardes et découvre un document mystérieux. Il téléphone à Kary pour qu'elle le traduise et il s'avère que c'est un explicatif du rituel devant avoir lieu. Angel intervient pour protéger Doyle, que Richard et ses amis ont entretemps attaché et qui est sur le point de se faire ouvrir le crâne. Un combat éclate au cours duquel Doyle prend sa forme démoniaque, ce qu'il fait très rarement, pour être plus fort. La bagarre est interrompue par l'arrivée de Kary et Cordelia. Kary, voyant que Richard n'est pas prêt à abandonner les traditions barbares de son clan, décide de rompre avec lui. Plus tard, Doyle broie du noir quand il a soudain une vision de Buffy se battant pour sa vie face à plusieurs adversaires.